# Геронтология
Геронтологията изучава социалните, психологическите, когнитивните и биологическите аспекти на стареенето. Така геронтологията се изгражда като системна научно-практическа област, чиито елементи са биологическите аспекти на стареенето на организмите, гериатрията (клон на медицината, изучаващ здравните аспекти на стареенето), герагогията (клон на педагогическите науки, изучаващ спецификата на ученето при възрастните), социалната геронтология (клон на социологията и социалната психология, изучаваща различни аспекти на социалното поведение на различни групи възрастни хора).
Геронтологията като комплексна област на науката и практиката се развива бурно през последните 4 десетилетия, от когато са открити изследователски и академични програми в университети в САЩ (в Университета на Южна Калифорния е открита първата бакалавърска и магистърска програма по геронтология в 1975 г., последвана от множество други американски университети), в Европа (Испания, Малта, Великобритания, Франция – Тулуза и пр.), Китай (Шанхай и много други места) и пр. Нейната прагматична функция е покачването на качеството на живота на възрастните хора, укрепване на тяхното социално включване и активност, забавяне на стареенето и т.н., но също и въздействие върху поведението на младите поколения с оглед разбирането на проблемите на възрастните, ефективното съжителство с тях, извличане на социален и професионален опит, адекватно справяне с дегенеративните проблеми на възрастните и ориентация за перспективите пред собствения живот.
Геронтологията включва изследвания и различни специализирани практики в областта на биологията, медицината, фармацията, психиатрията, стоматологията, педагогиката, социалните дейнисти, физическата и професионалната терапия, психологията, социологията, икономиката, политиката, архитектурата и градоустройството, географията, туризма и здравния туризъм, общественото здраве, антропологията, правото (наследствено право и пр.), публичната администрация, публичните политики и множество други научни области и области на социалния живот. Такива познания и практики поотделно са се развивали по-отдавна. Разликата е, че геронтологията като модерна област свързва в единство тези различни области и така дава нов тласък на развитието им с взаимното им обогатяване и превръщане в системно цяло.

## Цели на геронтологията като клон на биологическата наука
Основната цел на геронтологията е да разкрие факторите водещи до стареене и механизмите за протичане на стареенето. Въпреки огромния фактологичен материал по тези въпроси, истинската същност на тези процеси все още нe е напълно позната.
При възрастните организми се наблюдават серия симптоматики и проява на занижаване на биологическите функции (виж биология на стареенето) . Чрез хормонална регулация на този процес възрастните организми имат затихнали размножителни функции. Така природата намалява вероятността за получаване на слабо, нежизнеспособно потомство.
Еволюционните теории по въпросите на старостта са свързани с идеите за груповата селекция и напредъкът на видовете. Според някои от тези теории младото, подрастващо поколение постепенно отнема ресурси за своето развитие (територия, храна, вода и т.н.) от остаряващото поколение. Така младите индивиди се адаптират към условията на заобикалящата ги среда много по-ефективно и устойчиво, отколкото при един рязък преход.

## Задачи на геронтологията
Основната задача на геронтологията е да предостави грижа за възрастните и предложи пътища за повишаване на благосъстоянието, на възрастните хора и за забавяне на тяхното стареене.